# 孙德棣
孫德棣，（1967年—2005年），香港人，已故中國大陸著名入門網站網易的代理行政總裁。他因為工作過勞引起癌症復發猝死，終年38歲。

## 簡歷
孙德棣毕业于宾夕法尼亚大学沃顿商学院，获经济学学士学位。 
孫德棣曾任百富勤融资有限公司的助理董事。百富勤倒閉後，他在1996年11月至2000年5月於贝尔斯登亚洲有限公司工作，离职前担任該公司的常务董事。這十多年間，他在大中华地区累積了豐富的企业融资经验。因此，1999年12月被委任成為网易公司的獨立董事。期間在2000年7月至2001年9月出任英普达科技咨讯有限公司首席财务官。2001年9月14日，網易因為申報收入的錯誤而被納斯達克下令調查，導致公司股價急跌，並被除牌。事件導致當時的首席执行官及首席運營官相繼辭職。孫德棣在這個時候臨危受命，被董事局委任為网易公司代理首席执行官。

## 外部連結
- http://news.xinhuanet.com/fortune/2003-05/19/content_875408.htm （页面存档备份，存于）